# Poltergeist (film 2015)
Poltergeist è un film del 2015 diretto da Gil Kenan.
Film horror statunitense, quarto del franchise e remake del film omonimo del 1982 diretto da Tobe Hooper.

## Trama
La famiglia Bowen si trasferisce in una nuova casa, dove  accadono fatti sospetti. In camera del figlio minore si sentono strani rumori e nella camera della figlia più piccola, Madison, la maniglia dell'armadio, se toccata, fa elettrizzare i capelli. Durante una notte in casa ogni elettrodomestico inizia a funzionare nonostante siano spenti. Maddy sente il bisogno di andare al piano di sotto della casa dove riesce a comunicare con gli spiriti grazie al televisore. Una notte ad una cena con gli amici la famiglia scopre che la loro casa era stata costruita sopra un cimitero ma solo le tombe erano state spostate, lasciando le ossa sotto terra. Dopo quella sera accadranno fatti sempre più strani finché la bambina oltrepasserà l'armadio della camera fino a raggiungere le anime dei morti. Sarà poi grazie ad un noto cacciatore di Poltergeist, le demoniache presenze capaci di uccidere, che riusciranno a liberare la casa in modo che le anime riescano a raggiungere l'aldilà.

## Distribuzione
Il film è uscito il 22 maggio 2015 in 3D, incassando al botteghino circa 95 milioni di dollari a fronte di un budget di 35 milioni. 
Il 29 settembre dello stesso anno Poltergeist è stato distribuito in versione estesa anche in formato Blu-ray Disc e Blu-ray 3D.

## Accoglienza
Su Rotten Tomatoes il film ha ricevuto un punteggio del 31% basato su 129 recensioni con voto medio di 4.8/10. Metacritic gli ha assegnato un totale di 47/100 basandosi sul parere di 27 critici. Poltergeist è stato definito dalla critica un film abbastanza intrattenente ma fondamentalmente inconsistente e incapace di spaventare, un remake superfluo e non all'altezza dell'originale.